# 朝田隆
朝田 隆（あさだ たかし、1955年2月3日 - ）は、日本の精神科医。筑波大学名誉教授。東京医科歯科大学特任教授、メモリークリニックお茶の水院長。認知症予防、治療の第一人者と呼ばれる。

## 略歴
- 島根県立浜田高等学校24期卒業
- 1982年 東京医科歯科大学医学部卒業
- 1991年 医学博士（山梨医科大学）
- 1995年 国立精神・神経医療研究センター武蔵野病院精神科医長
- 2001年 筑波大学臨床医学系精神医学教授
- 2014年 東京医科歯科大学医学部附属病院特任教授
- 2015年4月 筑波大学名誉教授、メモリークリニックお茶の水院長

## J-ADNI関連
- 2007年、研究開始．臨床情報，心理検査情報の取得，管理，解析責任者である臨床コア就任．検査の方法や病気の診断の基準を策定する責任を負った。
- 2007年、12月　杉下守弘が研究参加。朝田と共に臨床情報，心理検査情報の取得，管理，解析の責任を負うことになった。
- 2013年、12月、朝日新聞記者、渡辺周と青木美希が杉下守弘と接触。
- 2014年1月5日、朝日新聞記者、渡辺周と青木美希が朝田に接触し、「悪意のある改ざん」の言質を取得したとして、1月10日に報道[4]。
- 同日、朝田はJ-ADNI研究の臨床コアとして「検査の方法や病気の診断の基準が研究グループの中で統一されないまま研究が進んでしまったことで、結果を出すのが大幅に遅れてしまっている。世界的にも注目されている日本の認知症の研究分野で、このような問題が起きてしまったことを深刻に受け止めている。研究に協力していただいた患者さんのためにも、きちんとしたデータを出す必要があり、外部の専門家を入れた第三者機関を設けるなどして、データに誤りがないか、患者一人一人について詳細に確認をしていくべきだ」と発言した。[5]
- 2014年1月11日、朝田隆は自ら提唱した第三者機関の調査を待たずして「データの一部を後から書き換えるなどの不適切な処理があった」と発表し、改めて「改ざん」の可能性に言及した。[6]
- 2014年、筑波大学教授を辞任
- 2015年3月13日、政府は故意のデータ改ざんを否定する答弁書を閣議決定した[7]。